# Cristián Castañeda
Cristián Castañeda (18 de setembre de 1968) és un exfutbolista xilè.

## Selecció de Xile
Va formar part de l'equip xilè a la Copa del Món de 1998.